# Aspen Ladd
Aspen Kohl Ladd (Folsom, California; 1 de marzo de 1995) es una artista marcial mixta profesional estadounidense. Profesional desde 2015, Ladd comenzó su carrera profesional de artes marciales mixtas en Invicta FC.

## Carrera en las artes marciales mixtas

### Invicta FC
Después de una carrera amateur de 8-1, que incluyó 6 finales, Ladd firmó con Invicta FC.
Ladd estaba programada para hacer su debut profesional contra Kristi López el 27 de febrero de 2015 en Invicta FC 11. Sin embargo, López sufrió una lesión en el entrenamiento y fue reemplazada por la decorada grappler Ana Carolina Vidal. Ladd ganó la pelea vía TKO en el primer asalto.
Ladd se enfrentó a Amanda Cooper el 12 de septiembre de 2015 en Invicta FC 14. Sometió a Cooper con una barra de brazo hacia el final del segundo asalto.
Ladd hizo su debut en el peso gallo en un combate contra Kelly McGill el 11 de marzo de 2016 en Invicta FC 16. Ganó el combate por TKO en el tercer asalto.
Ladd se enfrentó a Jessica Hoy el 29 de julio de 2016 en Invicta FC 18. Durante el pesaje, Ladd perdió peso, llegando a 2.1 libras por encima del límite de peso gallo. Ella eligió no cortar ningún peso adicional y fue multada con el 25% de su bolsa, que fue a su oponente. El combate continuó con un peso acordado de 138.1 libras. Ganó el combate por TKO en el segundo asalto.
Ladd haría su última aparición para la promoción cuando se enfrentó a Sijara Eubanks el 14 de enero de 2017 en Invcita FC 21. Ganó el combate por decisión unánime, siendo la primera vez que Ladd no lograba acabar con su rival en su carrera profesional.

### Ultimate Fighting Championship
Ladd tenía previsto debutar en la UFC contra Jessica Eye el 7 de julio de 2017 en The Ultimate Fighter 25 Finale. Sin embargo, el día del evento Ladd cayó enferma y el combate se canceló.
Ladd finalmente hizo su debut en la UFC contra Lina Länsberg el 22 de octubre de 2017 en UFC Fight Night: Cerrone vs. Till. Ganó el combate por TKO en el segundo asalto, con un potente grito de guerra hasta que el árbitro se vio obligado a intervenir.
Ladd estaba programada para enfrentarse a Leslie Smith el 21 de abril de 2018 en UFC Fight Night: Barboza vs. Lee. En el pesaje, Ladd pesó 137.8 libras, 1.8 libras por encima del límite máximo de peso gallo sin título de 136 libras. Ladd ofreció a Leslie $5000 dólares adicionales además de la deducción del 20% de su bolsa. Sin embargo, el combate fue retirado de la cartelera después de que Smith se negara a luchar en el peso acordado.
Ladd se enfrentó después a la ex Campeona de Peso Gallo de Invicta FC, Tonya Evinger, el 6 de octubre de 2018 en UFC 229. Ganó el combate por TKO en el primer asalto. Esta victoria le valió el premio a la Actuación de la Noche.
Ladd tenía previsto enfrentarse a Holly Holm el 2 de marzo de 2019 en UFC 235. Sin embargo, el 31 de enero de 2019 se informó que la pelea ya no tendría lugar en el evento.
La revancha con Sijara Eubanks tuvo lugar el 18 de mayo de 2019 en UFC Fight Night: dos Anjos vs. Lee. Ganó el combate por decisión unánime. Este combate le valió el premio "Pelea de la Noche".
Ladd se enfrentó a Germaine de Randamie el 13 de julio de 2019 en UFC Fight Night: de Randamie vs. Ladd. En el pesaje del evento, el 12 de julio, Ladd atrajo la atención de los medios de comunicación por tener una notable dificultad en el corte de peso, que la llevó a temblar en la báscula y a hacer gestos de dolor mientras se pesaba, y fue descrita por un periodista que cubría el evento como "como si estuviera al borde de un grave percance médico". Sin embargo, Ladd recibió el visto bueno de la Comisión Atlética del Estado de California para pelear y horas más tarde, en el pesaje ceremonial, desestimó la gravedad de la situación diciendo: "Me siento fantástica, ahora. Quiero decir que siempre es un poco duro, eso fue particularmente duro pero lo logré, me siento bien y estoy lista para mañana". Perdió el combate por nocaut técnico a los 16 segundos del primer asalto, estableciendo un récord en el peso gallo femenino y sufriendo su primera derrota profesional. A pesar de que inicialmente aceptó la derrota en una entrevista posterior al combate, Ladd la apeló en octubre alegando un paro prematuro. Sin embargo, la comisión deportiva votó 3-2 en contra de la apelación, dejando intacta la derrota por TKO.
La licencia de peso gallo de Ladd fue suspendida por la Comisión Atlética del Estado de California después de ganar un 18 por ciento de su peso entre el pesaje y el día de la pelea contra Germaine de Randamie en UFC Fight Night: de Randamie vs. Ladd. Se necesita "una extensa documentación médica" para borrar la suspensión.
Ladd se enfrentó a Yana Kunitskaya el 7 de diciembre de 2019 en UFC on ESPN: Overeem vs. Rozenstruik. Ganó el combate por nocaut técnico en el tercer asalto.
Ladd se iba a enfrentar a Julianna Peña el 28 de marzo de 2020 en UFC on ESPN: Overeem vs. Harris. Sin embargo, Peña se retiró del combate a principios de marzo alegando una lesión. A su vez, los responsables de la promoción decidieron retirar a Ladd de la tarjeta por completo, y se espera que el emparejamiento se reprograme en un evento futuro. En su lugar, Ladd estaba programada para enfrentarse a Sara McMann el 27 de junio de 2020 en UFC on ESPN: Poirier vs. Hooker. Sin embargo, Ladd sufrió una lesión en el entrenamiento, rompiéndose tanto el ligamento cruzado anterior como el ligamento colateral tibial y se vio obligada a retirarse del evento.
Ladd tenía previsto enfrentarse a Macy Chiasson el 24 de julio de 2021 en UFC on ESPN: Sandhagen vs. Dillashaw. Sin embargo, el combate fue cancelado debido a que Chiasson sufrió una lesión. El combate fue reprogramado para UFC Fight Night: Santos vs. Walker el 2 de octubre de 2021. En el pesaje, Ladd pesó 137 libras, una libra por encima del límite de peso gallo sin título; debido a los problemas de salud resultantes de la reducción de peso de Ladd, el combate fue cancelado.
Ladd se enfrentó a Norma Dumont, en sustitución de la lesionada Holly Holm, en un combate de peso pluma el 16 de octubre de 2021 en UFC Fight Night: Ladd vs. Dumont. Perdió el combate por decisión unánime.
Ladd se enfrentó a Raquel Pennington en UFC 273 el 9 de abril de 2022. Perdió el combate por decisión unánime.

## Vida personal
Ladd asistió brevemente al Folsom Lake College, pero posteriormente dejó sus estudios para centrarse plenamente en su carrera de artes marciales mixtas. Ladd ha estado saliendo con su entrenador Jim West desde su debut profesional.

## Campeonatos y logros
- Ultimate Fighting Championship
  - Actuación de la Noche (una vez) vs. Tonya Evinger[27]
  - Pelea de la Noche (una vez) vs. Sijara Eubanks[56]

## Récord en artes marciales mixtas
| Resultado | Récord | Oponente             | Método                    | Evento                                | Fecha                    | Ronda | Tiempo | Localización            | Notas                                                             |
| --------- | ------ | -------------------- | ------------------------- | ------------------------------------- | ------------------------ | ----- | ------ | ----------------------- | ----------------------------------------------------------------- |
| Derrota   | 9-3    | Raquel Pennington    | Decisión (unánime)        | UFC 273                               | 9 de abril de 2022       | 3     | 5:00   | Jacksonville, Florida   |                                                                   |
| Derrota   | 9-2    | Norma Dumont         | Decisión (unánime)        | UFC Fight Night: Ladd vs. Dumont      | 16 de octubre de 2021    | 5     | 5:00   | Las Vegas, Nevada       | Debut en el peso pluma.                                           |
| Victoria  | 9-1    | Yana Kunitskaya      | TKO (puñetazos)           | UFC on ESPN: Overeem vs. Rozenstruik  | 7 de diciembre de 2019   | 3     | 0:33   | Washington D. C.        |                                                                   |
| Derrota   | 8-1    | Germaine de Randamie | TKO (puñetazo)            | UFC Fight Night: de Randamie vs. Ladd | 13 de julio de 2019      | 1     | 0:16   | Sacramento, California  |                                                                   |
| Victoria  | 8-0    | Sijara Eubanks       | Decisión (unánime)        | UFC Fight Night: dos Anjos vs. Lee    | 18 de mayo de 2019       | 3     | 5:00   | Rochester, Nueva York   | Pelea de la Noche.                                                |
| Victoria  | 7-0    | Tonya Evinger        | TKO (puñetazos)           | UFC 229                               | 6 de octubre de 2018     | 1     | 3:26   | Las Vegas, Nevada       | Actuación de la Noche.                                            |
| Victoria  | 6-0    | Lina Länsberg        | TKO (puñetazos)           | UFC Fight Night: Cerrone vs. Till     | 21 de octubre de 2017    | 2     | 2:33   | Gdansk                  |                                                                   |
| Victoria  | 5-0    | Sijara Eubanks       | Decisión (unánime)        | Invicta FC 21: Anderson vs. Tweet     | 14 de enero de 2017      | 3     | 5:00   | Kansas City, Misuri     |                                                                   |
| Victoria  | 4-0    | Jessica Hoy          | TKO (codazos y puñetazos) | Invicta FC 18: Grasso vs. Esquibel    | 29 de julio de 2016      | 2     | 3:14   | Kansas City, Misuri     | Combate de peso acordado (138.1 libras); Ladd no alcanzó el peso. |
| Victoria  | 3-0    | Kelly McGill         | TKO (codazos y puñetazos) | Invicta FC 16: Hamasaki vs. Brown     | 11 de marzo de 2016      | 3     | 1:47   | Las Vegas, Nevada       | Debut en el peso gallo.                                           |
| Victoria  | 2-0    | Amanda Brundage      | Sumisión (barra de brazo) | Invicta FC 14: Evinger vs. Kianzad    | 12 de septiembre de 2015 | 2     | 4:42   | Kansas City, Misuri     |                                                                   |
| Victoria  | 1-0    | Ana Carolina Vidal   | TKO (puñetazos y codazos) | Invicta FC 11: Cyborg vs. Tweet       | 27 de febrero de 2015    | 1     | 4:21   | Los Ángeles, California | Debut en el peso mosca.                                           |